# Franciszek von Morawski
Franciszek Dionizy Morawski-Dzierzykraj (allemand : Franz von Morawski-Dzierzykraj ; né le 4 août 1868 au manoir de Lubonia, arrondissement de Fraustadt et mort le 2 janvier 1938 à Cracovie) est un propriétaire foncier polonais, journaliste et homme politique de la minorité polonaise de l'Empire allemand.

## Biographie
Il suit d'abord des cours particuliers et étudie ensuite au lycée de Lissa. Il étudie ensuite aux universités de Breslau et de Munich ainsi que l'École des sciences politiques et l'Institut agronomique de Paris. Il gère ensuite ses domaines, situés principalement en Autriche. Il vit plus tard comme rentier et journaliste. Il écrit sur des sujets politiques et économiques nationaux. Ceux-ci paraissent en polonais, allemand et français. Il est également éditeur et rédacteur en chef d'un journal religieux conservateur,.
Il est député du parlement provincial de la province de Posnanie et est parfois maréchal adjoint de l'assemblée. Du 8 novembre 1910 à 1918, il est député du Reichstag et de 1913 à 1917 député de la Chambre des représentants de Prusse, dont il démissionne lors de son transfert à la chambre des seigneurs de Prusse. Il est membre du groupe parlementaire polonais dans les deux parlements. Le 17 janvier 1917, il est nommé à la chambre des seigneurs de Prusse. Après le rétablissement de l'État polonais, il est membre de la Diète polonaise.

## Publications
- Der kommende Tag. Erwägungen über die Neuordnung des Bodenbesitzes in Deutschland. Selbstverlag, 1909